# Hydrovatus pudicus
Hydrovatus pudicus är en skalbaggsart som först beskrevs av Clark 1863.  Hydrovatus pudicus ingår i släktet Hydrovatus och familjen dykare. Inga underarter finns listade i Catalogue of Life.